# Reggio Emilia (onderwijs)
Reggio Emilia is een pedagogische benadering voor kinderen tot een jaar of 6, ontwikkeld in de Italiaanse stad Reggio Emilia. Ook pedagogen in Nederland en Vlaanderen verdiepen zich in deze filosofie over opvoeding van het jonge kind. Leerkrachten, medewerkers en docenten bezoeken daartoe seminars en centra die volgens deze uitgangspunten werken.
De benadering is ontwikkeld in de periode van wederopbouw na de Tweede Wereldoorlog door pedagoog Loris Malaguzzi en ouders uit de dorpen rond Reggio Emilia. De naam is daarom ontleend aan de Italiaanse stad.

## Uitgangspunten
De Reggiobenadering wordt nog steeds verder ontwikkeld door kinderen, ouders, begeleiders, pedagogen, kunstenaars, burgers en politici van de stad. In deze pedagogiek gaat de begeleider uit van wat kinderen kunnen, niet van wat kinderen niet kunnen. Drie belangrijke uitgangspunten zijn:
- Ruimte: deze is licht, verbindt binnen en buiten en moet de kinderen uitdagen tot ontdekken, onderzoeken en experimenteren. Leerkrachten en leidsters worden bij de bouw en inrichting bijgestaan door architecten en pedagogen.
- Materiaal: dit moet kinderen inspireren om hun ontdekkingen en ideeën vorm te geven
- Kijken en luisteren: Leerkrachten en leid(st)ers zijn gericht op de ontwikkeling van de eigen identiteit, zelfstandigheid en creatieve vaardigheid van het kind.

## Pedagogische visie
Respect voor de talenten van het kind én de wijze waarop een kind zich ontwikkelt, zijn belangrijke uitgangspunten van de pedagogische ideeën, die zijn ontwikkeld door de Italiaanse filosoof Loris Malaguzzi. Deze aanpak is beter bekend als de pedagogiek van Reggio Emilia. Ook op sommige basisscholen in Nederland en Vlaanderen werkt men vanuit deze pedagogische visie. De pedagogische medewerkers gaan uit van het competente kind dat zelfontdekkend leert. In de praktijk is dan ook het uitgangspunt dat veel kennis en vaardigheden al in het kind zitten en er spelenderwijs uit tevoorschijn komen en voorts tot ontwikkeling komen. Doordat de kinderen een voortraject volgen voordat ze met het reguliere onderwijs starten, leggen ze een stevige basis en wordt het onderwijs makkelijker en het leren natuurlijker.
Het uitgangspunt is om de leerlingen op een zo hoog mogelijk niveau te krijgen, dat wil zeggen: al hun talenten zoveel mogelijk te ontwikkelen. De leerstijl wordt bepaald door het kind zelf en er wordt onderwijs op maat geboden. Een belangrijk element hierbij is dat de kennis direct toepasbaar is in de praktijk. Doordat de kennis dan aansluit op de belevingswereld van de leerling, is deze sterker gemotiveerd om zich hierin verder te ontplooien. 

## Taal
Vanaf de leeftijd van twee jaar beginnen de leerlingen al Engels te leren. Dit is aanvankelijk heel simpel en eveneens aansluitend op de belevingswereld van een peuter. Uit onderzoek is namelijk gebleken dat leerlingen in de basisschoolleeftijd het meest ontvankelijk zijn voor talen. Zij kunnen dan meerdere talen vloeiend spreken. Vanaf groep vijf krijgen de leerlingen tweetalig onderwijs.